# Arnhemse tram

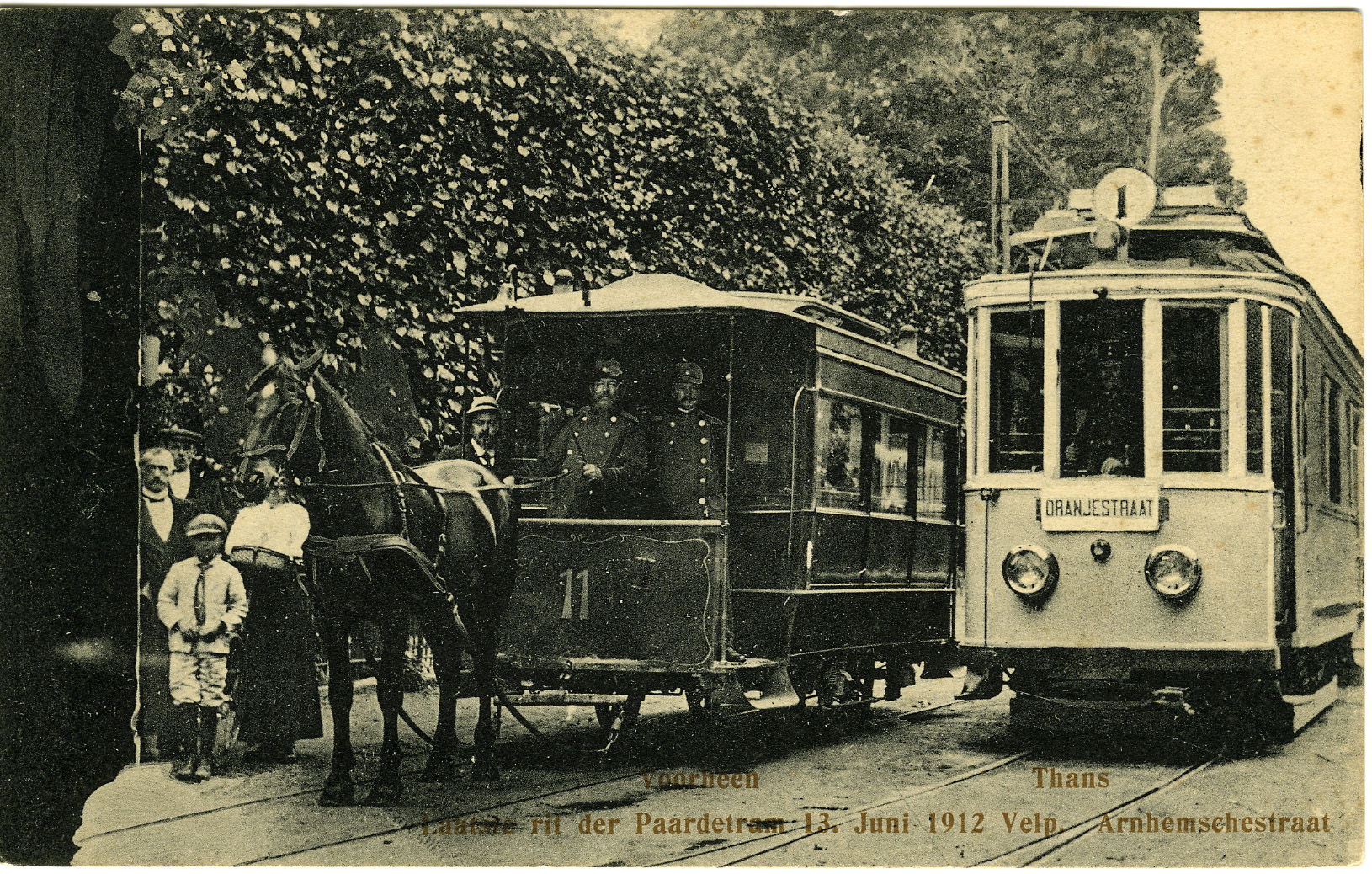
De paardentram wordt afgelost door de nieuwe elektrische tram; 13 juni 1912.

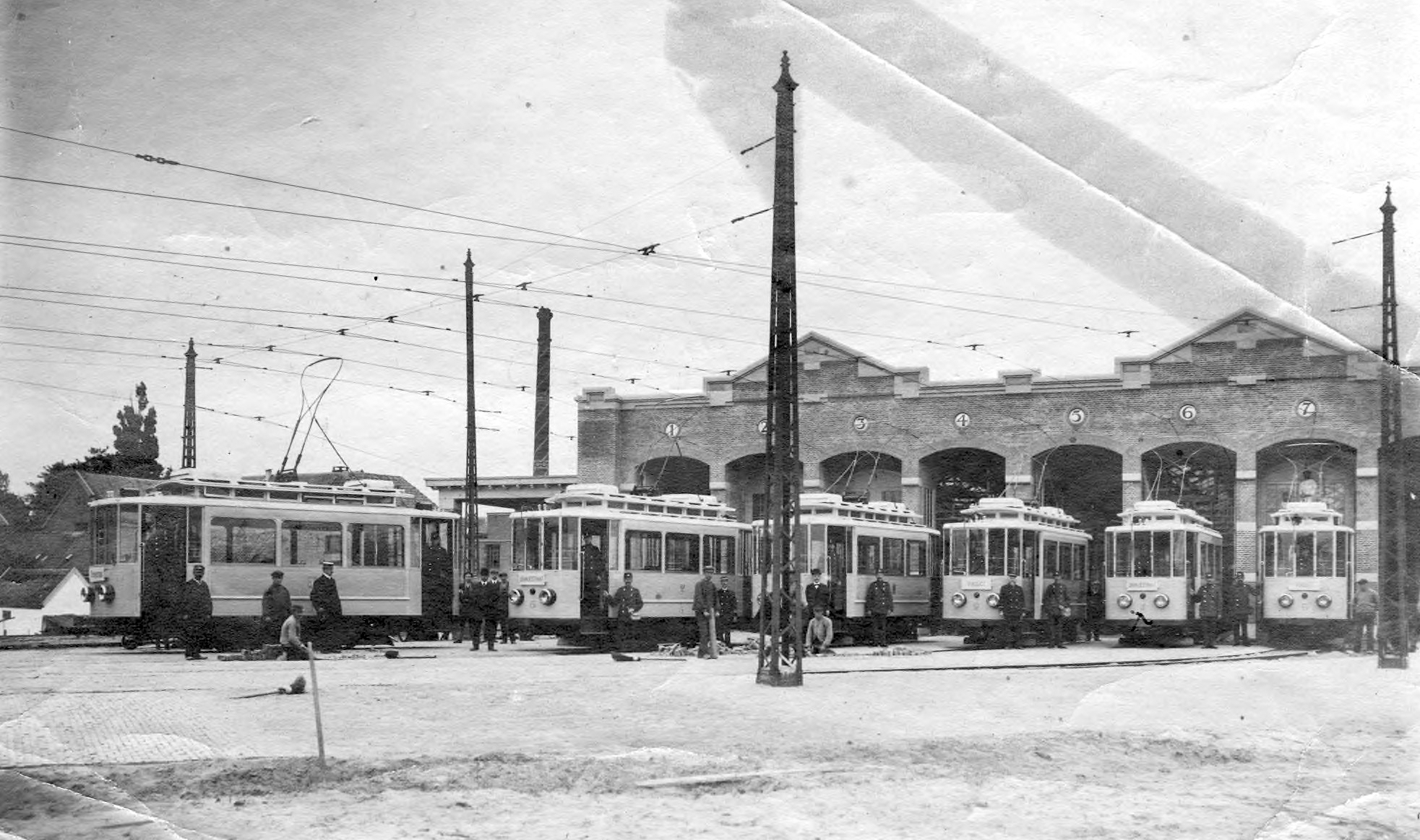
De remise van de Arnhemse tram aan de Westervoortsedijk, kort na de ingebruikname; 1912.

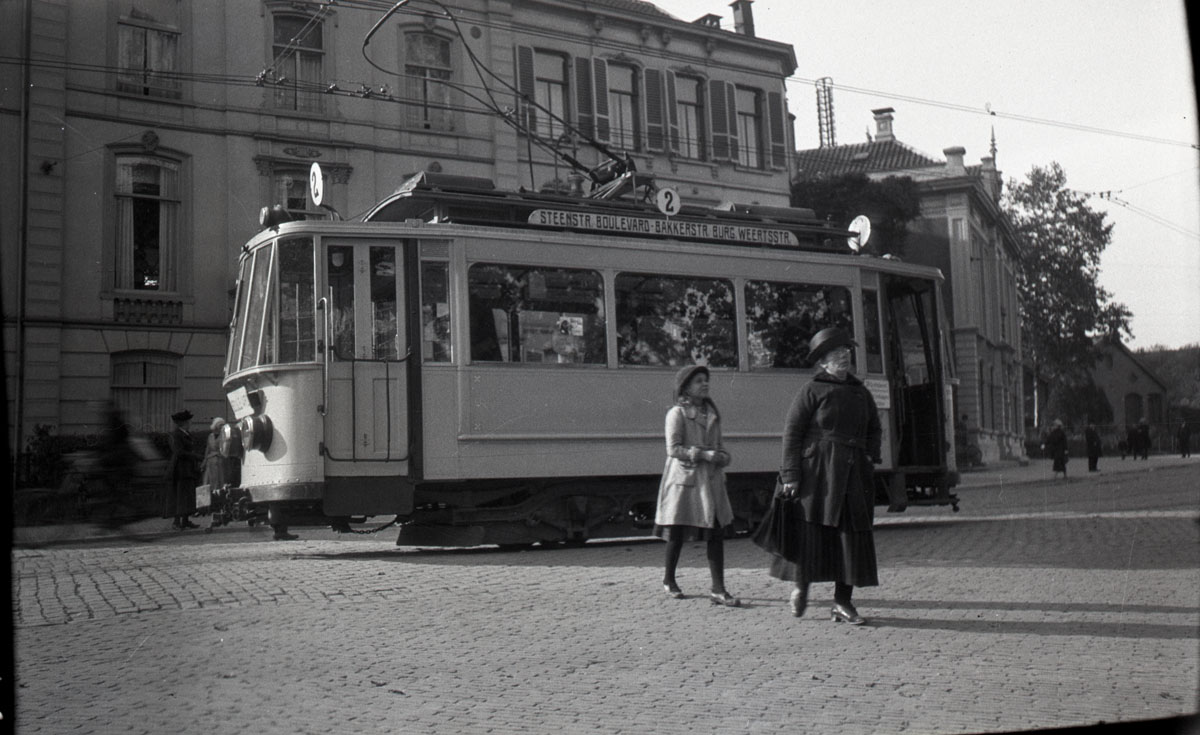
Een Arnhemse tram van de serie 1-21 op lijn 2 in 1922.

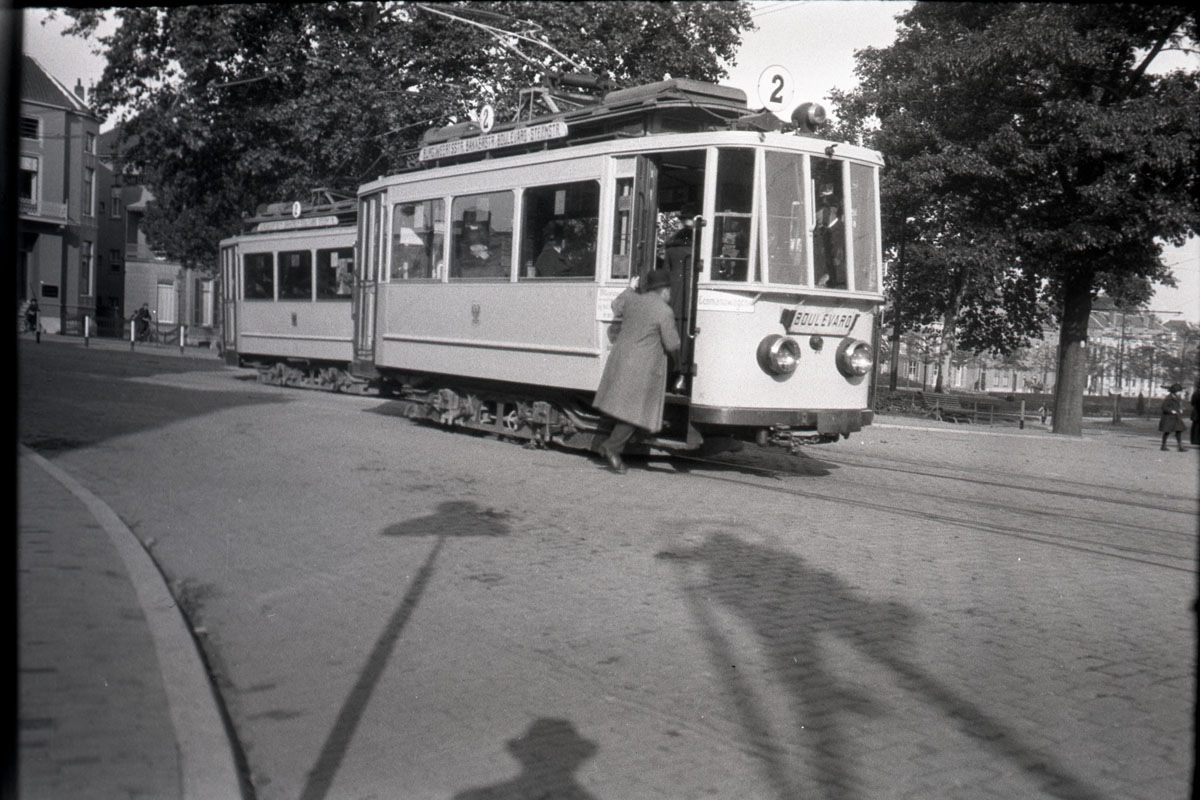
Een Arnhemse tram op lijn 2 op het Willemsplein in 1922.

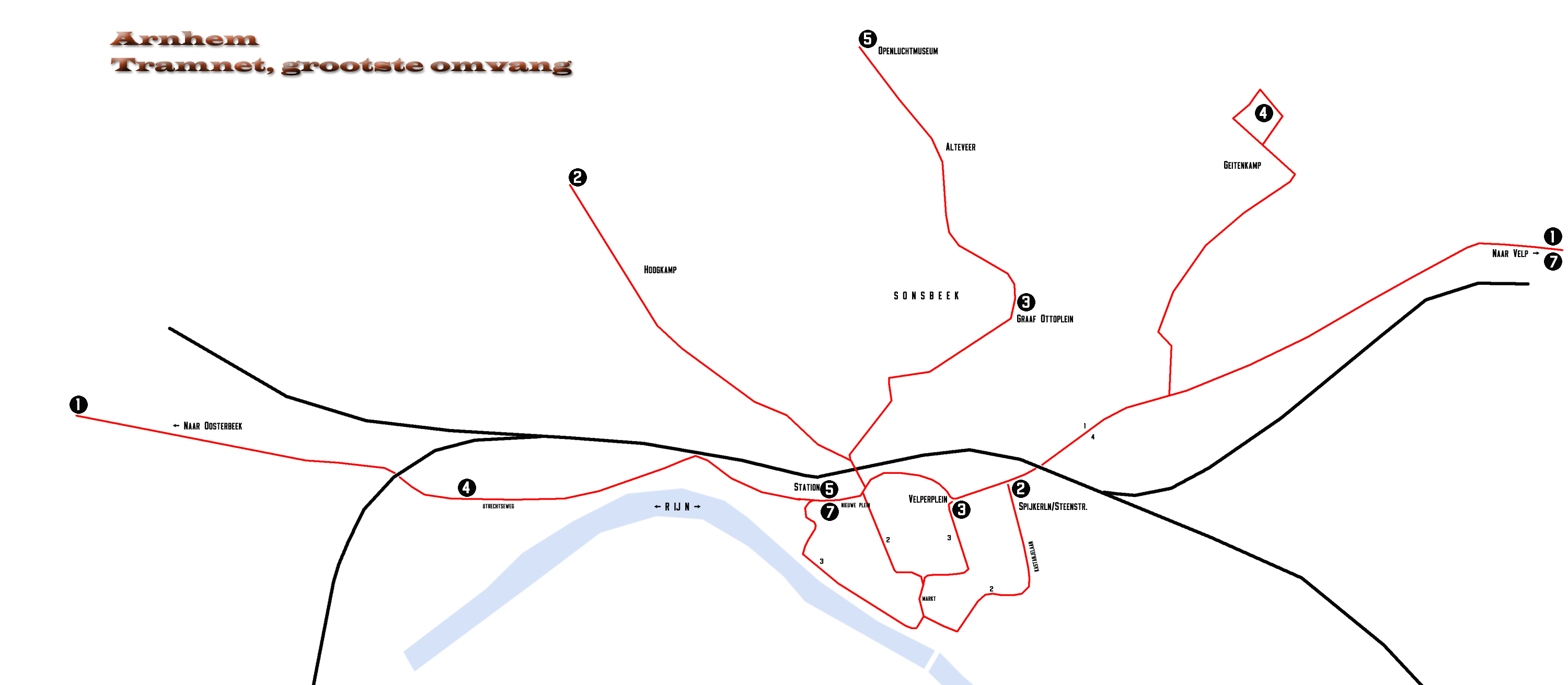
Tramnet van Arnhem schematisch weergegeven.

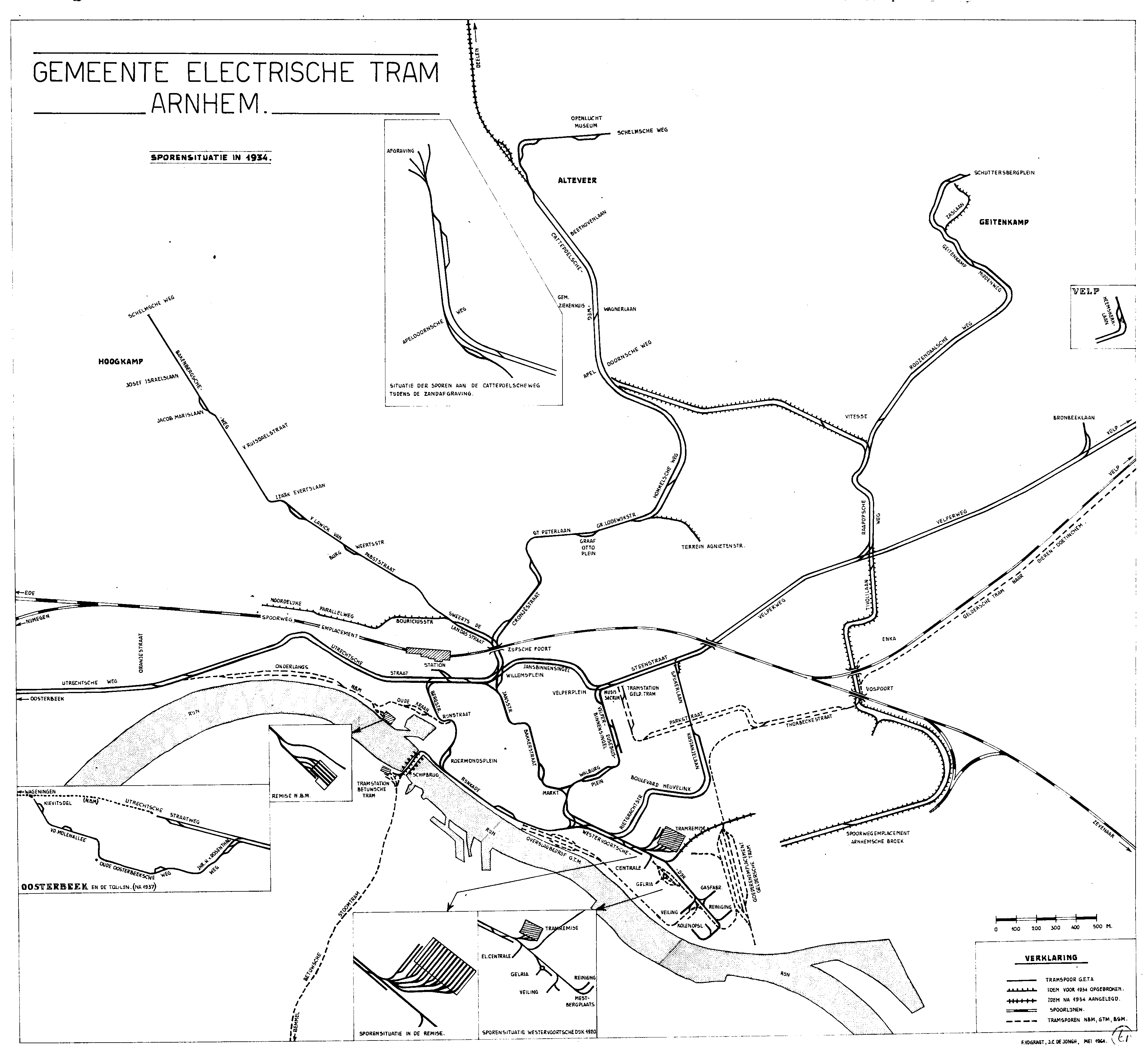
Sporensituatie in mei 1934 van de Gemeente Electrische Tram Arnhem.

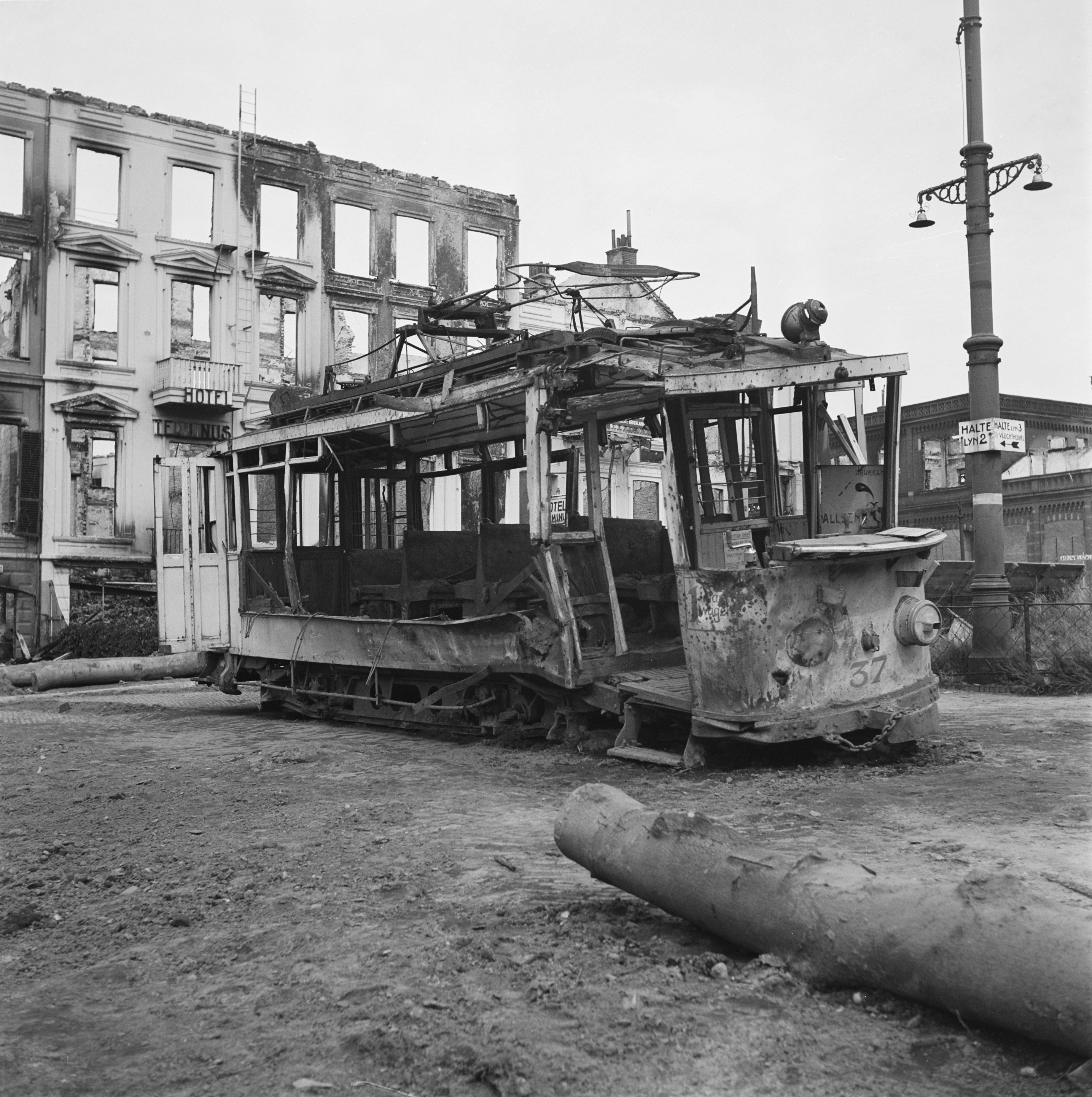
Na de Slag om Arnhem in september 1944 was er weinig meer over van de Arnhemse tram. Een uitgebrande tram op het Stationsplein; 1945.

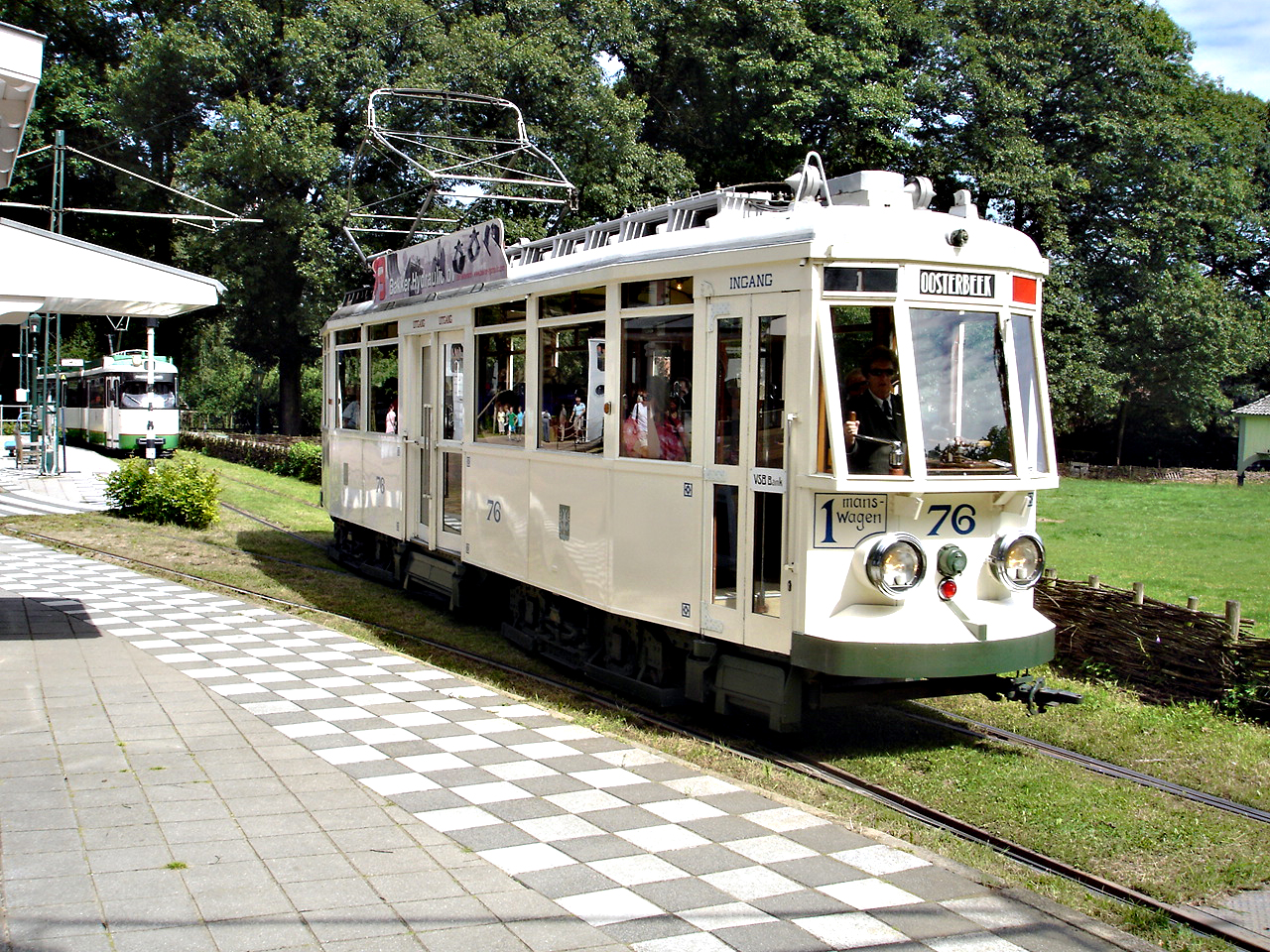
Motorwagen 76, replica van de Arnhemse tram, vertrekt van de beginhalte op de Tramlijn Nederlands Openluchtmuseum.

Van 1880 tot 1944 reden er trams in Arnhem. Sinds 1996 is er een tramlijn op het terrein van het Nederlands Openluchtmuseum.

## Geschiedenis

### Paardentram
Op 30 december 1879 werd de Arnhemsche Tramweg-Maatschappij (AhTM) opgericht. Vanaf 3 mei 1880 exploiteerde deze normaalsporige paardentramlijnen in Arnhem. Er waren twee stadslijnen en een buitenlijn naar Velp, met een totale lengte van 12,0 km.
Op 24 augustus 1910 werd de eerste (tijdelijke) paardentramlijn met een spoorwijdte van 1067 mm geopend op de route Station – Groote Markt – Velperplein. Deze was eigendom van de GETA (zie hieronder).

### Elektrische tram
De Gemeente Electrische Tram Arnhem (GETA) werd opgericht op 2 januari 1911. Op dezelfde datum werd de exploitatie van de Arnhemsche Tramweg-Maatschappij overgenomen. De bestaande paardentramlijnen bleven in dienst tot 13 juni 1912. Inmiddels was op 21 mei 1911 de eerste elektrische tramlijn op 1067 mm-spoor geopend.
In mei en juni 1911 werden vier elektrische tramlijnen geopend:
- Lijn 1: Oranjestraat – Velperpoort
- Lijn 2: Burg. Weertsstraat – Groote Markt
- Lijn 3: Graaf Ottoplein – Groote Markt
- Lijn 4: Station – Boulevard

Nog datzelfde jaar kwamen uitbreidingen tot stand: Velperpoort – Velp (lijn 1) en Boulevard Heuvelink – Spijkerlaan (lijn 2). In 1912 werd lijn 1 verlengd naar Oosterbeek over de bestaande sporen van de OSM (vanaf 1927 de NBM). In Velp kon worden overgestapt op de Gelderse Stoomtramweg-Maatschappij, later de Geldersche Tramweg-Maatschappij (GTW), met een spoorwijdte van 750 mm.
In de jaren 1920-'26 kwamen uitbreidingen tot stand naar nieuwe wijken aan de noordkant van de stad, gedeeltelijk via de route van het zandvervoer in de voorgaande jaren. Dit betrof de volgende trajecten:
- Lijn 2: Van Lawick van Pabststraat (Burg. Weertsstraat) – Bakenbergscheweg (1920)
- Lijn 3: Graaf Ottoplein – Hommelscheweg (1921)
- Lijn 4: Raapopscheweg – Geitenkamp (1922)
- Lijn 3: Hommelscheweg – Schelmscheweg (1923)
- Lijn 3: Verlenging Schelmscheweg (1926)

In 1923 werd het aantal tramlijnen uitgebreid met lijn 5 (een seizoenlijn van het station naar het Openluchtmuseum), in 1924 gevolgd door lijn 7 (een versterkingslijn van lijn 1 tussen de Oranjestraat en Velp).
Op 1 april 1937 werd na opheffing van de tramlijn Rhenen – Arnhem het gedeelte Oosterbeek – Arnhem uitsluitend geëxploiteerd door de GETA. De dienst op de Tramlijn Oosterbeek Laag (TOL), aangelegd in 1924 en geëxploiteerd door de NBM, werd met ingang van 8 april 1937 door de GETA uitgevoerd.
Lijn 2 werd opgeheven in 1938. Er waren toen al plannen om ook andere tramlijnen op te heffen en te vervangen door trolleybussen. Door de Tweede Wereldoorlog werd die vervanging tien jaar uitgesteld. Na het uitbreken van de oorlog werd lijn 2 op een deel van het noordelijke traject (tot aan de Jacob Marislaan) in 1940 weer in bedrijf genomen. Het traject door het centrum was al opgebroken. Wel werd lijn 2A ingesteld op het laatste deel van het traject van de oorspronkelijke lijn 2, Velperplein (later verlegd naar het Eusebiusplein) – Spijkerlaan.
In 1942 kwam nog een laatste uitbreiding tot stand: in opdracht van de Duitse bezetters werd lijn 3 vanaf de halte Cattepoelseweg te Alteveer verlengd naar het vliegveld Deelen, aanvankelijk uitsluitend voor de Duitse Wehrmacht.
In de loop van 1944 werd de dienst meer en meer ingekrompen. Vooral op zondagen werd heel beperkt gereden om stroom te sparen. Op zondag 17 september 1944 kwam er een abrupt einde aan het trambedrijf als gevolg van de oorlogshandelingen tijdens de Slag om Arnhem.
Doordat de stroom uitviel, strandden de paar trams die 's ochtends in de stad onderweg waren en deze werden naderhand beschadigd. Door beschietingen nabij de Rijnbrug werd de tramremise met daarin het grootste deel van het wagenpark in brand geschoten, waardoor er slechts verbrande wrakken overbleven. Na de bevrijding werd het trambedrijf niet hervat. De nog bruikbare spoorstaven en wissels werden aan andere trambedrijven verkocht. Nog tot omstreeks 1970 lagen er uit Arnhem afkomstige tramwissels op het Kruisplein in Rotterdam. De overige resten werden gesloopt. Vier jaar later ging het trolleybusbedrijf van start.

## Materieel
Naast een aantal bijwagens hebben de volgende series motorwagens in Arnhem tot 1944 dienstgedaan:
- Serie 1-13: tweeassige motorwagens met een vermogen van 2 x 26 pk (= 2 x 19 kW). Ze zijn gebouwd door de firma Carl Weyer & Co. in Düsseldorf en in 1911 afgeleverd. Deze korte wagens met drie zijramen kregen de kleur crème, zoals alle Arnhemse elektrische trams. Ter versiering waren blauwe biezen en wagennummers aangebracht. In eerste instantie hadden deze wagens geen deuren; deze werden tijdens de Eerste Wereldoorlog aangebracht. De karakteristieke scheve kopruiten, bedoeld om reflectie van de binnenverlichting tegen te gaan, verkregen de trams in de jaren 1920. Ze sleten hun laatste jaren voornamelijk op de stille lijn 2.
- Serie 14-21: tweeassige motorwagens met dezelfde afmetingen en eenzelfde vermogen als de vorige serie, maar gebouwd in 1911 door Allan te Rotterdam. Ook deze wagens kregen pas vouwdeuren bij de invoering van de eenmanbediening.
- Serie 22-29: met de indiensttreding van deze serie in 1912 kwamen grotere trams beschikbaar. Zij waren ook tweeassers, maar hadden vier zijramen en werden op de hoofdlijn 1 ingezet. Ook hier was Allan de bouwer. Het motorvermogen bleef hetzelfde als bij de vorige series, wat deze zwaardere trams trager maakte. Wel reden ze rustiger omdat de radstand – de hart op hart-afstand tussen de assen van een onderstel – groter was.
- Serie 30-33: deze tweeassige motorwagens met vier zijramen hadden twee motoren van 33 pk (= 2 x 24 kW) en konden daardoor gemakkelijker bijwagens door het heuvelachtige Arnhem trekken. Ook deze wagens startten hun carrière op lijn 1, maar werden op andere lijnen ingezet toen de serie 70-75 haar intrede deed. Ze zijn in 1921 door de Duitse fabrikant Werdau gebouwd.
- Serie 34, 35, 37, 38 en 43-48: dit waren oorspronkelijk tien bijwagens 69-78, die in de jaren 1925-1926 tot motorwagen werden verbouwd. Zij waren door Werdau gebouwd en waren uiterlijk gelijk aan de 30-33, maar motorisch daaraan niet identiek.
- Serie 78-80:[1] dit waren Amerikaanse Birney Cars, motorwagens uit 1924 die door hun zeer korte radstand hevig hobbelden. Door hun ontwerp met vooraan één in- en uitstapdeurtje waren ze geschikt als eenmanwagen, maar omdat iedere passagier dezelfde deur moest gebruiken zeer traag in de dienstuitvoering. Zij waren gekocht door de Tram Oosterbeek Laag, maar bleken ongeschikt voor de hellingen op de TOL-lijn. Ze kwamen daarom in 1926 bij de GETA op lijn 2 in dienst en werden al in 1931 aan de NBM doorverkocht, die ze ombouwde tot aanhangwagens, opnieuw voor de TOL-lijn. In 1937 gingen zij buiten dienst.
- Serie 70-75: was door het moderne concept dé spraakmakende tramserie van de trotse GETA en een van de meest vernieuwende Nederlandse tramtypes van het interbellum. Deze vierassers wagens werden in 1929 door Beijnes te Haarlem gebouwd. Ze hadden vier motoren van 25 pk (= 4 x 18 kW). Ze waren wat lager dan de gebruikelijke trams door het gebruik van kleinere wielen. Het in- en uitstappen ging daardoor makkelijker. Beijnes voorzag deze trams vanuit de fabriek al van de schuine voorruiten. Klapdeuren en rotan bekleding waren een Arnhemse specialiteit. Oorspronkelijk waren zij voor eenmanbediening gebouwd: vooraan instappen en middenin uitstappen. Tijdens de Tweede Wereldoorlog – toen het passagiersvervoer enorm steeg – werd een conducteur ingevoerd die op het middenbalkon zijn zaken deed. Deze serie deed vrijwel uitsluitend op lijn 1 Oosterbeek – Velp dienst en op zondagen in 1944 van Bronbeek of Oosterbeek (Grintweg) naar Kievitsdel v.v. en reed zonder bijwagen.
- Motorwagens 77, 80, 82. De GETA huurde in 1944 drie grote vierassige motorwagens van de NBM. Ze hadden vier motoren van 55 pk (= 4 x 40 kW). Gebouwd in 1924 door Werkspoor in Zuilen deden ze dienst gedurende de laatste maanden waarin de tram in Arnhem – overbelast – nog kon functioneren.
- Bijwagens:
  - Serie 50-57: acht gesloten tweeassige wagens, ex-paardentram, gebouwd door Beijnes tussen 1880 en 1897.
  - Serie 60-68: negen open 'zomerwagens', ex-paardentram, gebouwd door Beijnes en Pennock tussen 1880 en 1906.
  - Serie 69-78: tien gesloten tweeassige wagens; de ongemotoriseerde versie van de motorwagens 30-33, later verbouwd tot motorwagens.
  - Serie 101-106, 107-109: negen tweeassige wagens die tijdens de Tweede Wereldoorlog werden overgenomen van de Gemeentetram Amsterdam (serie 619-700: 675, 657, 683, 654, 651, 656, 634, 691, 693). Zij waren gebouwd in 1912/'13 door Werkspoor en Uerdingen.
  - Gehuurde bijwagens 39, 50, 51 en 54 van de NBM. Deze vierassige Allan-rijtuigen uit 1910-'11 werden in de oorlogsjaren gehuurd. De 39 en 54 deden dienst achter de gehuurde NBM-motorwagens, de beide andere achter de eigen GETA-motorwagens.

## Zandvervoer per tram
In 1918 en 1921-'23 verzorgde de GETA grootschalig zandvervoer met speciaal materieel (waaronder 12 vierassige Siemens-lokomotieven) over speciale tramroutes bij afgravingen ten behoeve van nieuwbouwwijken aan de noordkant van de stad en industrielocaties in de buurt van de Rijn.

## Andere tramlijnen

### OSM / NBM
De Ooster Stoomtram-Maatschappij (OSM) legde in de jaren 1883-'87 de stoomtramlijn Arnhem – Oosterbeek – Wageningen – Rhenen – Zeist aan, die in 1914 werd verlengd naar Amersfoort. Het Arnhemse eindpunt was aan de Oude Kraan (bij de haven), de remise bevond zich aan de Rijn aan de Boterdijk (zijstraat van de tramstraat). Het gedeelte Arnhem – Oosterbeek werd in 1912 geëlektrificeerd ten behoeve van lijn 1 van de GETA, die op deze route "running power" verkreeg. In 1924 werd de gehele OSM-lijn geëlektrificeerd en kwam tevens de TOL-lijn via Oosterbeek Laag in dienst, die door de OSM werd geëxploiteerd.
In 1927 ging de OSM op in de Nederlandsche Buurtspoorweg-Maatschappij. In 1937 werd het gedeelte Arnhem – Rhenen opgeheven en de exploitatie van de TOL-lijn overgedragen aan de GETA. De lijn van Arnhem (Haspel) Oranjestraat - Vreewijk/Schoonoord bleef eigendom van de NBM. Na de Tweede Wereldoorlog vroeg NBM terecht om vergoeding voor haar eigen, inmiddels door de GETA gesloopte, bovenleiding en rails van bovengenoemd tracé.

### GSM
De Gelderse Stoomtramweg-Maatschappij (GSM) verlengde zijn in 1887 geopende tramlijn Dieren - Velp in 1926 naar Arnhem. Op 8 april van dat jaar kwam de lijn naar het goederenstation in gebruik, op 15 mei de verbinding naar het Velperplein. Op deze laatste lijn reden uitsluitend motortrams, die speciaal voor deze lijn waren gebouwd. De lijnen Arnhem Velperplein - Bvrd. Heuvelink en Velp - Dieren zijn in 1939 opgebroken. De goederentramlijn van de Rijnkade naar Velp kwam na 1944 niet meer in gebruik. Deze lijn werd in eigen beheer (met stoomtrams !) in 1946 opgebroken.

## Heropleving tram in Arnhem

### Tramlijn Nederlands Openluchtmuseum

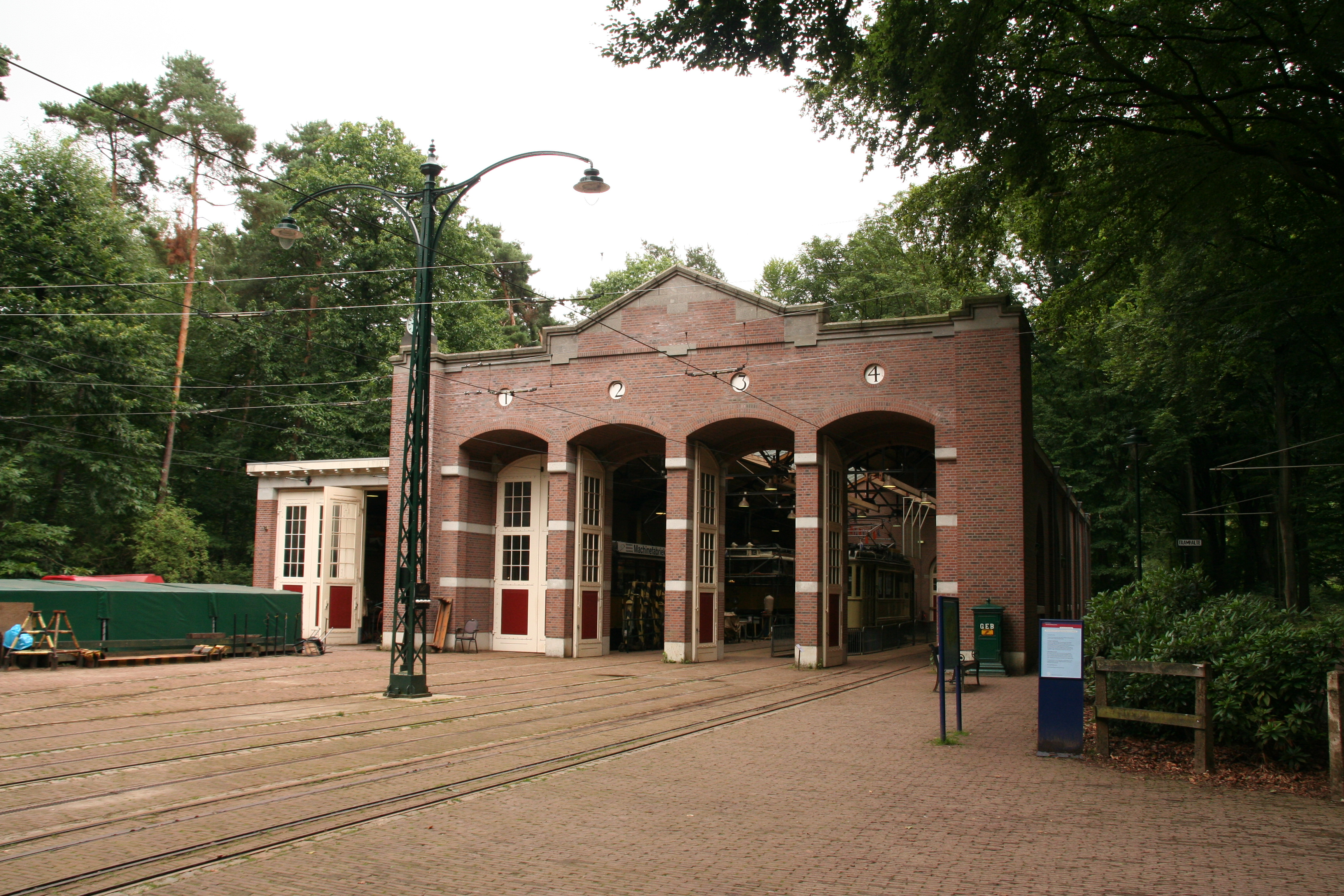
Replica van de vroegere Arnhemse tramremise.

Op het terrein van het Nederlands Openluchtmuseum te Arnhem werd in 1996 een normaalsporige geëlektrificeerde tramlijn aangelegd. Dankzij deze ringlijn (met een lengte van 1.750 m) kunnen ook bezoekers die minder goed ter been zijn gemakkelijker de verder van de hoofdingang gelegen delen van het museum bezoeken. Een replica van een kwart van de in 1944 verwoeste Arnhemse tramremise werd gebouwd. Ook een Arnhemse tram uit 1929 werd gereconstrueerd door een werkgroep van de Tramweg-Stichting (motorwagen 76, zie hieronder). Deze kwam in 1998 in gebruik.

### GETA 76

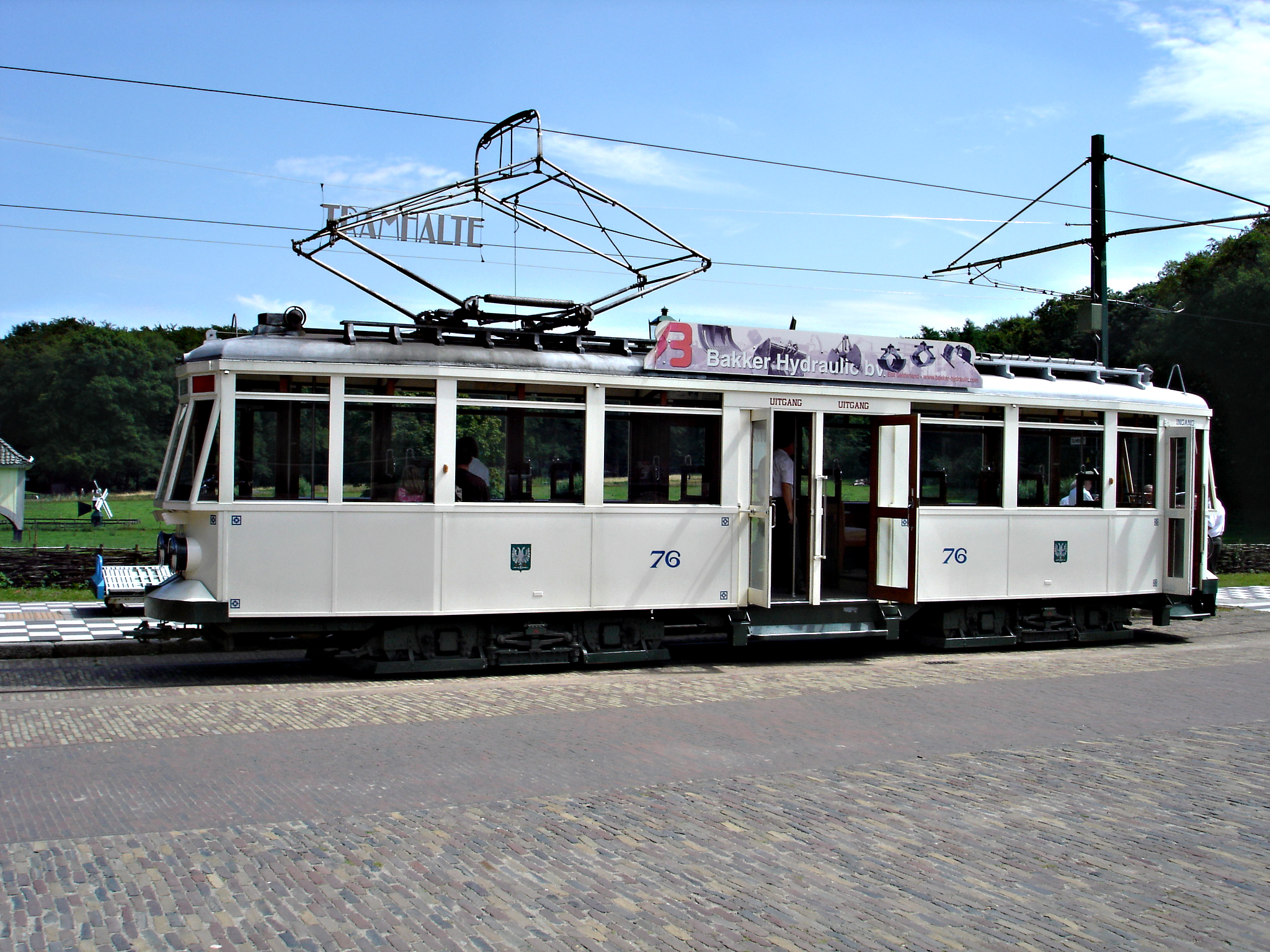
Motorwagen 76, replica van de oorspronkelijke Arnhemse serie 70-75, gebouwd in 1929 door Beijnes te Haarlem.

In 1993 maakten enkele tramkenners het plan een rijdende replica van een tram uit de Arnhemse serie 70-75 te vervaardigen. Een Rotterdamse vierasser, de 530, stond onderdelen af voor de wederopbouw. De bouw begon in 1994 en met Pinksteren 1998 kon de officiële indienststelling in Arnhem worden gevierd. De wagen is geheel nieuw opgebouwd op basis van archieftekeningen. Geen enkel onderdeel van de oorspronkelijke oude serie kon worden gebruikt, omdat alle zes wagens verwoest waren tijdens de Slag om Arnhem. De motoren zijn sterker dan die van de oorspronkelijke serie: 4 x 35 pk. GETA 76 is een stalen wagen waarbij bijna 12.000 bouten en moeren zijn gebruikt om een carrosserie te verkrijgen. De wagen is 12½ meter lang en weegt leeg ruim 22 ton. Ze kan 70 personen vervoeren. GETA 76 heeft normaalsporige draaistellen met een spoorwijdte van (1435 mm) in plaats van de originele 1067 mm (kaapspoor). Deze praktische keuze is gemaakt omdat alle nog bestaande Nederlandse trambedrijven op normaalspoor rijden. De 76 heeft dan ook in 1998 en 2006 ritten op het net van de Amsterdamse tram gemaakt.